# Notogramma stigma
Notogramma stigma är en tvåvingeart som först beskrevs av Fabricius 1798.  Notogramma stigma ingår i släktet Notogramma och familjen fläckflugor. Inga underarter finns listade i Catalogue of Life.